# Галфпорт (Іллінойс)
Галфпорт (англ. Gulfport) — селище в США, в окрузі Гендерсон штату Іллінойс. Населення стновить 54 особи (2010).

## Географія
Галфпорт розташований за координатами 40°48′8″ пн. ш. 91°4′56″ зх. д. / 40.80222° пн. ш. 91.08222° зх. д. (40.802271, -91.082165).  За даними Бюро перепису населення США в 2010 році селище мало площу 6,27 км², з яких 3,87 км² — суходіл та 2,39 км² — водойми.

## Демографія
Згідно з переписом 2010 року, у селищі мешкали 54 особи в 22 домогосподарствах у складі 14 родин. Густота населення становила 9 осіб/км².  Було 34 помешкання (5/км²).
Расовий склад населення:
| - 98,1 % — білих - 1,9 % — чорних або афроамериканців |

До двох чи більше рас належало 0,0 %. Частка іспаномовних становила 0,0 % від усіх жителів.
За віковим діапазоном населення розподілялося таким чином: 18,5 % — особи молодші 18 років, 66,7 % — особи у віці 18—64 років, 14,8 % — особи у віці 65 років та старші. Медіана віку мешканця становила 45,0 року. На 100 осіб жіночої статі у селищі припадало 125 чоловіків;  на 100 жінок у віці від 18 років та старших — 109,5 чоловіків також старших 18 років.
Середній дохід на одне домашнє господарство  становив 52 063 долари США (медіана — 51 250), а середній дохід на одну сім'ю — 52 063 долари (медіана — 51 250). 
Цивільне працевлаштоване населення становило 11 осіб. Основні галузі зайнятості: виробництво — 63,6 %, публічна адміністрація — 27,3 %, роздрібна торгівля — 9,1 %.